# Estación Midland de Salto
La Estación  Salto es una estación ferroviaria ubicada en la ciudad de Salto, capital del departamento  homónimo.

## Historia
Construida en noviembre de 1890 por la Compañía Midland Uruguay Railway, como parte del trazado de la línea Salto - Paso de los Toros. Cabe destacar, que la ciudad de Salto para ese entonces, ya contaba con otro ramal y estación ferroviaria, perteneciente a la Compañía del Ferrocarril NorOeste. Ambos trazados convivieron hasta la nacionalización del transporte ferroviario.
En los años setenta, tras finalizada la construcción de la Represa de Salto Grande, comienza la construcción del puente binacional, que uniría las ciudades de Salto y Concordia mediante vehículos rodantes y ferroviarios.   
En 1982, con la inauguración del Puente comenzó a prestarse el servicio Estación Salto - Estación Concordia. El cual fue suspendido al poco tiempo, e instaurado en 2011, hasta su suspensión. 

## Servicios
Actualmente se encuentra sin operaciones de pasajeros. Entre 2011 y 2012, Trenes de Buenos Aires operaba los servicios del Tren de los Pueblos Libres que operaba en dicha estación.